# Хромат рубидия
Хромат рубидия(II) — неорганическое соединение, соль металла рубидия и хромовой кислоты с формулой Rb2CrO4, жёлтые кристаллы, растворимые в воде.

## Получение
- Растворение оксида хрома(VI) в растворе гидроксида рубидия:

{\displaystyle {\mathsf {CrO_{3}+2RbOH\ {\xrightarrow {}}\ Rb_{2}CrO_{4}+H_{2}O}}}

## Физические свойства
Хромат рубидия(II) образует жёлтые кристаллы
ромбической сингонии, 
пространственная группа P nam, 
параметры ячейки a = 0,7983 нм, b = 1,0704 нм, c = 0,6288 нм, Z = 4.
Хорошо растворяется в воде.